# Birotonde décagonale gyroallongée
Pour les articles homonymes, voir J48.
La birotonde décagonale gyroallongée est une figure géométrique faisant partie des solides de Johnson (J48). 
Comme son nom le suggère, elle peut être réalisée par gyroallongement d'une orthobirotonde décagonale (J34), c'est-à-dire par insertion d'un antiprisme décagonal entre ses deux moitiés. 
La birotonde décagonale gyroallongée est l'un des 5 solides de Johnson chiral, c’est-à-dire dont la forme diffère de celle de son image miroir.  Les deux formes chirales J48 ne sont pas considérées comme deux solides de Johnson différents.
Les 92 solides de Johnson ont été nommés et décrits par Norman Johnson en 1966.